# Nishnabotna River
Der Nishnabotna River ist ein 26 km langer Fluss in den US-amerikanischen Bundesstaaten Iowa, Missouri und Nebraska. Sein Lauf beginnt mit dem Zusammenfluss des West Nishnabotna River mit dem East Nishnabotna River bei Hamburg im Fremont County, Iowa und endet mit der Mündung in den hier die Grenze Missouris zu Nebraska bildenden Missouri River, rund 7 km westlich von Watson im Atchison County, Missouri. Wenige Kilometer vor der Mündung durchfließt der Nishnabotna River ein östlich des Missouri liegendes zu Nebraska gehörendes Gebiet. 
Die Quellflüsse sind jeweils länger als der Fluss selbst:
- Der West Nishnabotna River ist rund 200 km lang[1] und entspringt südlich von Westside im Crawford County im Westen Iowas auf 42,0183° N, 95,0955° W.
- Der East Nishnabotna River ist ebenfalls rund 200 km lang[2] und entspringt südwestlich von Templeton im Carroll County im mittleren Westen Iowas auf 41,9008° N, 94,9919° W.

## Andere Namen
Der Fluss ist noch unter einer Reihe weiterer Namen bekannt:
| - Good Canoe River - Nishabotna River - Nishabotny River - Nishabotony River - Nishebotona River | - Nishnabatona River - Nishnabotony River - Nishnebotna River - Nishnebotne River - Nishnebotona River | - Nishnebottona River - Slough - Willo River - Willow Slough |